# Белая (верхний приток Чарыша)
Бе́лая — река в Алтайском крае России, протекает по Чарышскому району. Устье реки находится в 447 км по правому берегу Чарыша. Длина реки составляет 32 км.
Начинается на высоте около 1680 м над уровнем моря среди отрогов Бащелакского хребта. До слияния с Чёрной Речкой течёт на северо-запад, потом поворачивает на юго-запад, в нижней половине смещается к югу. Устье Белой находится в 447 км по правому берегу Чарыша на высоте 567 м над уровнем моря.
Притоки (от истока): Чёрная Речка (правый), Кирсаниха (правый), Рассыпной (правый), Юрты (правый), Прясличный (правый), Березовый (левый), Кривой Ключ (левый), Пустышкин Ключ (правый), Загриха (правый).

## Данные водного реестра
По данным государственного водного реестра России относится к Верхнеобскому бассейновому округу, водохозяйственный участок реки — Обь от слияния рек Бия и Катунь до города Барнаул, без реки Алей, речной подбассейн реки — бассейны притоков (Верхней) Оби до впадения Томи. Речной бассейн реки — (Верхняя) Обь до впадения Иртыша.